# Abbazia di Beinwil
L'Abbazia di Beinwil è un ex monastero benedettino che si trova in Svizzera, nel Canton Soletta a  Beinwil.

## Storia
L'abbazia fu fondata tra il 1080 e e il 1124, su sollecitazione della nobiltà locale, da monaci venuti dall'Abbazia di Hirsau guidati dall'abate Esso. I più antichi documenti in nostro possesso sono un privilegio di papa Eugenio III datato 23 luglio 1147 e un documento di Federico Barbarossa del 29 luglio 1152. Il privilegio fu un ringraziamento per il dono dell'abbazia alla Santa Sede. Esso cita quattro donatori dei quali almeno uno era conte di Soyhières ed enumera dieci località di proprietà dell'abbazia. Il dono di un'abbazia alla Santa Sede era obbligatorio per tutti i monasteri della riforma cluniacense. Il documento di Federico Barbarossa riprendeva quello di Eugenio III ma vi aggiungeva le disposizioni concernenti l'avocazione. La lista dei possedimenti dell'abbazia cita questa volta 21 località. Verso il 1190, l'avocazione passa per diritto ereditario dei conti di Soyhières a quelli dei Thierstein. Nel 1194, un documento di papa Celestino III elenca 57 località ove l'abbazia possedeva delle proprietà. Un tale sviluppo dell'abbazia è anche manifesto in vista della sua biblioteca, che comprendeva circa 200 opere verso l'anno 1200.
Ebbe inizio allora il declino del monastero, per diversi motivi: l'epidemia di peste (1348), il terremoto di Basilea del 1356, così come i ripetuti incendi e saccheggi, conseguenze dirette di vari conflitti che coinvolsero le città di Soletta, di Basilea o la contea di Thierstein, protettrice del monastero.
Nel corso del XVI secolo, non rimase che qualche monaco e nel 1589 l'abbazia fu posta sotto la responsabilità dell'Abbazia territoriale di Einsiedeln poi, nel 1622, sotto quella di Rheinau. Il suo isolamento geografico portò la comunità a costruire l'Abbazia di Notre Dame de la Pierre a Mariastein e a trasferirvisi nel 1648. L'abbazia e i suoi annessi divennero chiesa parrocchiale e parrocchia. 
Il 4 agosto 1978, un incendio si sviluppò in una parte della parrocchia. Le fiamme si propagarono rapidamente e la chiesa consacrata a san Vincenzo di Saragozza e distrussero cinque altari scolpiti e riccamente decorati, la cattedra, numerose statue e il soffitto in legno dipinto. La torre, le facciate esterne e l'orologio escono appena da un decennio di ristrutturazione. Il tetto e parzialmente il primo piano dell'edificio conventuale sono andati distrutti.
Una commissione decise che gli edifici venissero restaurati secondo gli stili del XVI e XVII secolo. Nel corso dei restauri furono rinvenute tracce degli edifici originari. Fu installato un altar maggiore di Bellwald datato dagli anni 1700.
Dal 1982 al 2018, l'abbazia di Beinwil ha ospitato una comunità ecumenica che proponeva incontri e accoglieva ospiti. Dal 2019, essa accoglie due comunità monastiche ortodosse, una maschile e una femminile.
In un fabbricato annesso si trova un piccolo museo.

### Abati di Beinwil
- Esso, verso il 1100
- Werner, 1147
- Heinrich I, prima del 1188
- Gerungus, Geruncus, 1194–1207
- Heinrich II, 1212–1236
- Ulrich I, 1241?
- Otto, 1246–1267
- Ulrich II, 1278
- Ulrich, 1293
- Petrus, 1298–1217
- Heinrich III, 1324–1338
- Meyngos/Menozus, 1346–1351
- Jakob, 1370–1388
- Konrad, 1402–1406

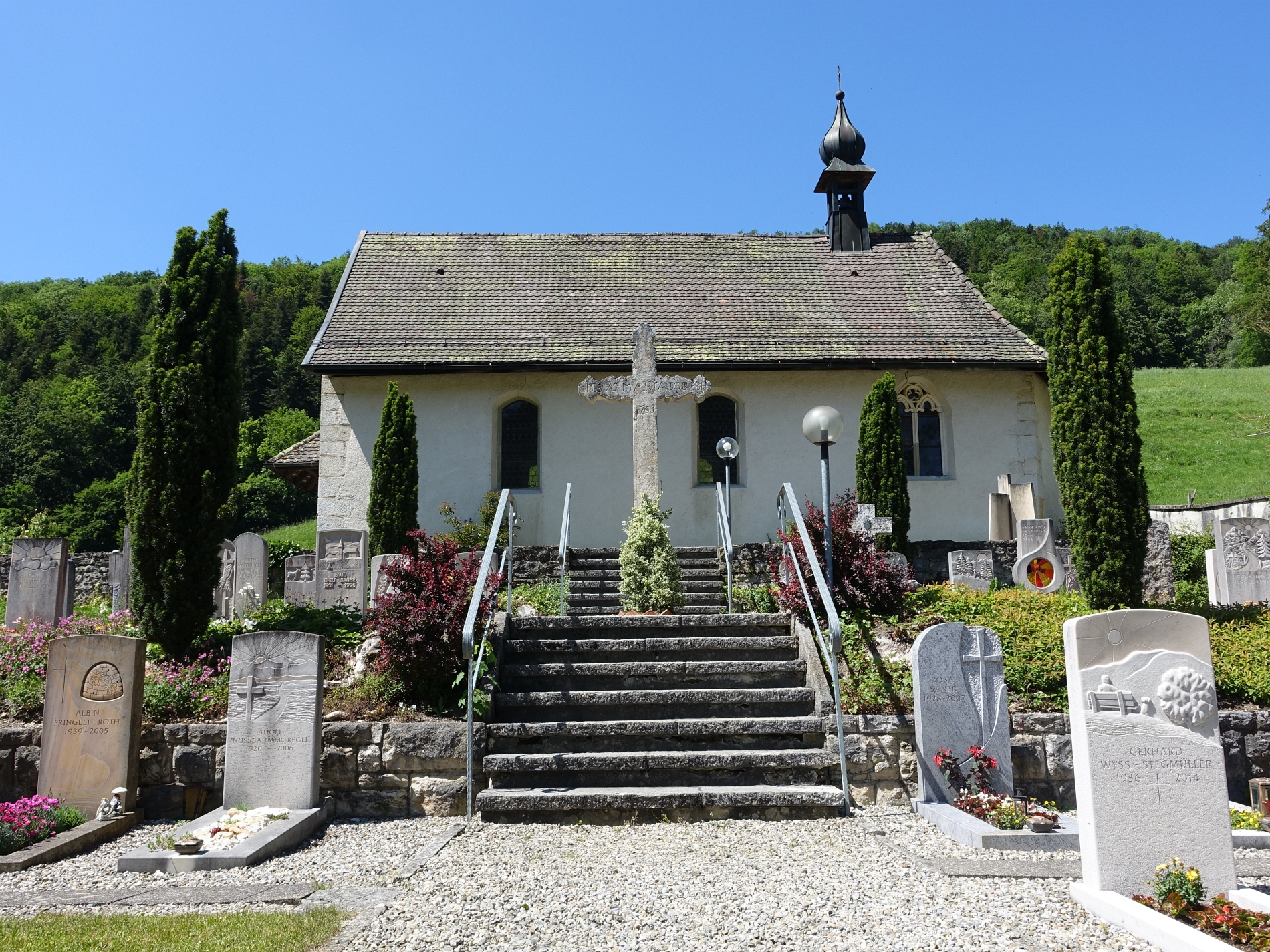
Cappella di San Giovanni

- Johannes Walrami/Walraff von Thierstein, 1410–1414
- Heinrich Rotacker, 1415–1431
- Johannes von Oettingen, 1431–1443
- Johannes Streng, 1443–1462

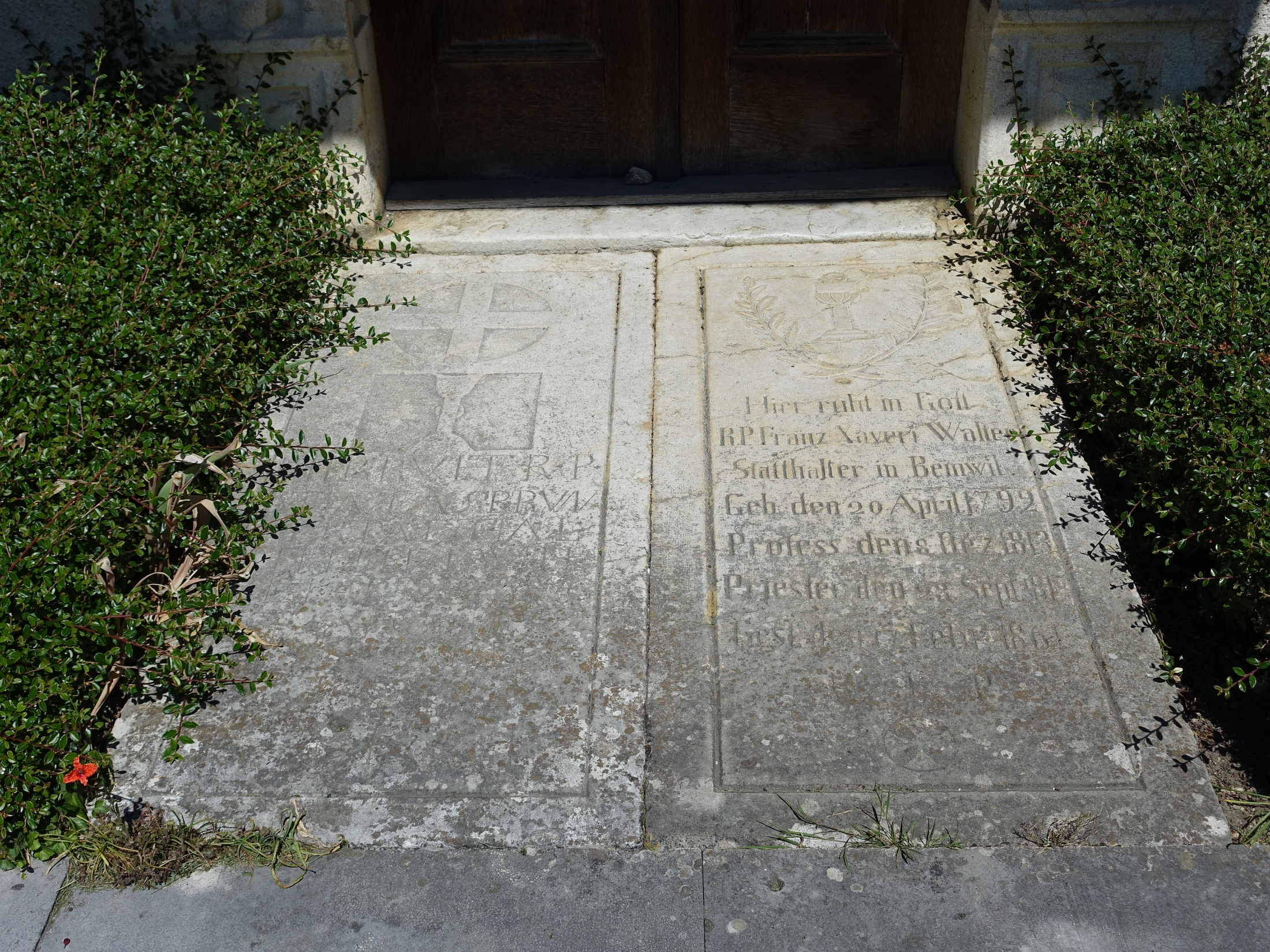
Pietra tombale davanti alla Cappella di San Giovanni

- Johannes Molitor/Müller, 1462–1485
- Rudolf von Saal, 1485–verso il 1500
- Johannes Kerckel/Körckel, 1503
- Nikolaus Ziegler, 1503–1513
- Ludwig Rapp, 1514–1527[16]
- Konrad Wescher, 1527–1554/55[17]

### Amministratori di Beinwil
- Jodok/Jost Strähler/Strähl, 1555–1565
- Urs Häni (Galliculus), 1565–1567
- Ägidius Gilg, Bürgi, 1567–1573
- Johann Schmid/Faber, 1573–1579
- Urs Reinhard, 1579–1588
- Johann Gruber, 1588–1589
- Wolfgang Spieß, 1589–1614
- Gregor Zehnder, 1614–1621
- Maurus Hofmann, 1621–1622
- Johann Frei, 1622
- Urs Buri, 1622–1633

## Edifici
Gli edifici dell'abbazia si ergono su uno sperone quasi totalmente chiuso dalla valle del Lüssel. Il monastero, fondato a tappe, fu restaurato o trasformato in numerose riprese, ciò che spiega l'assenza di unità stilistica.
Nel 1594, l'amministratore Wofgang Spiess fece costruire un nuovo edificio che ospitava la scuola, denominato Spiessaal. Nel 1667, fu decisa una nuova ricostruzione, la cui prima pietra fu posata nel 1668. Alla fine del 1669, il nuovo edificio conventuale era terminato. La chiesa e il convento furono consacrati nel 1670.
La chiesa, con i suoi cinque altari, fu dedicata a san Vincenzo di Saragozza. Il granaio, situato dall'altro dell'antica strada che portava al Passwang fu costruito nel 1692, il campanile nel 1764. Il tetto di quest'ultimo, inizialmente aguzzo, ha acquisito la forma odierna solo nel 1842. Il cammino di croce situato al nord fiancheggiava un viale distrutto nel 1884. La cappella di San Giovanni, di fianco al granaio a nord-est del convento, fu costruita nel 1695.

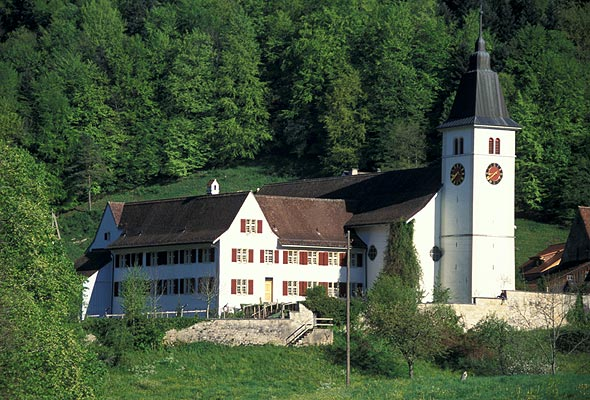
Veduta dell'Abbazia
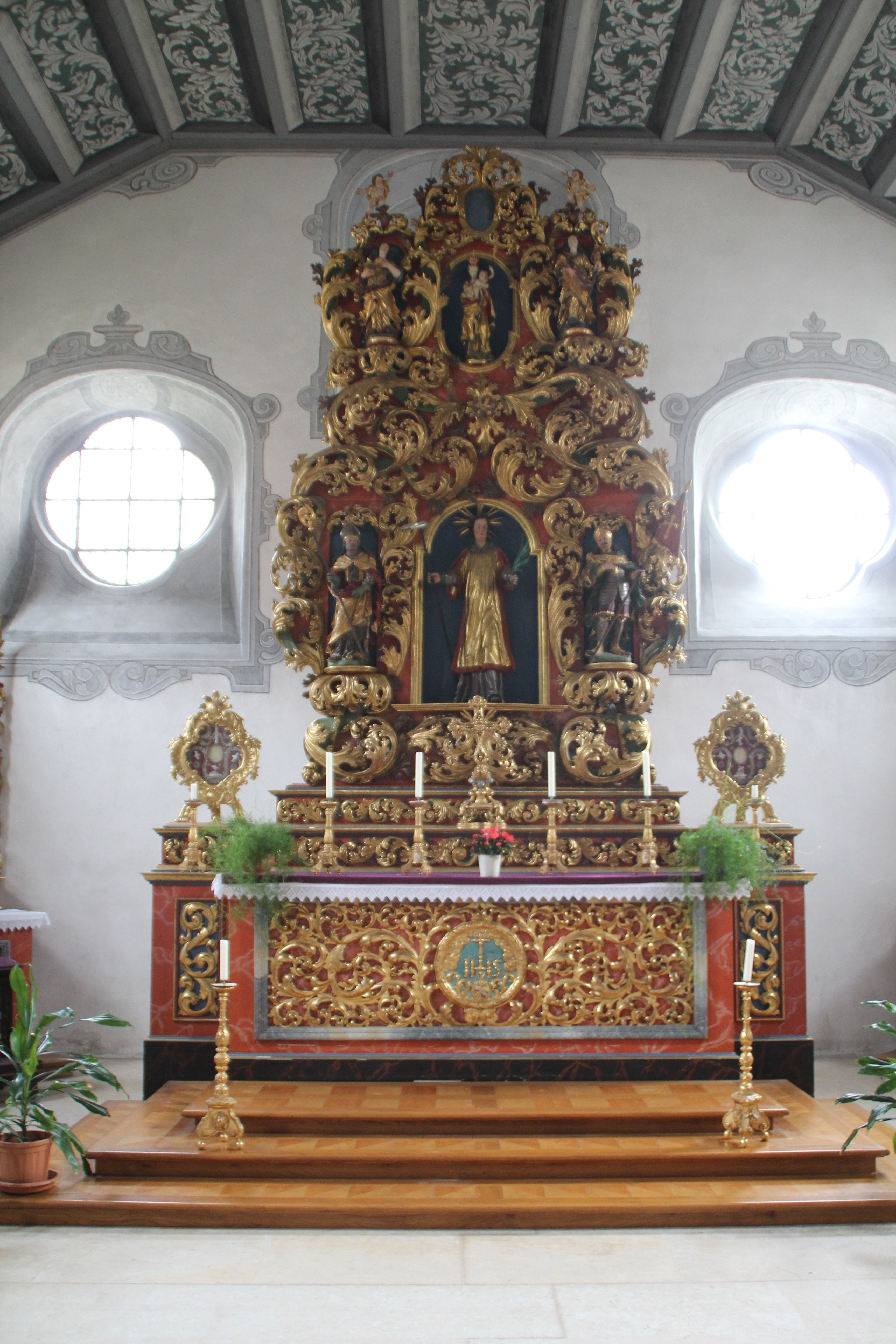
Altar maggiore
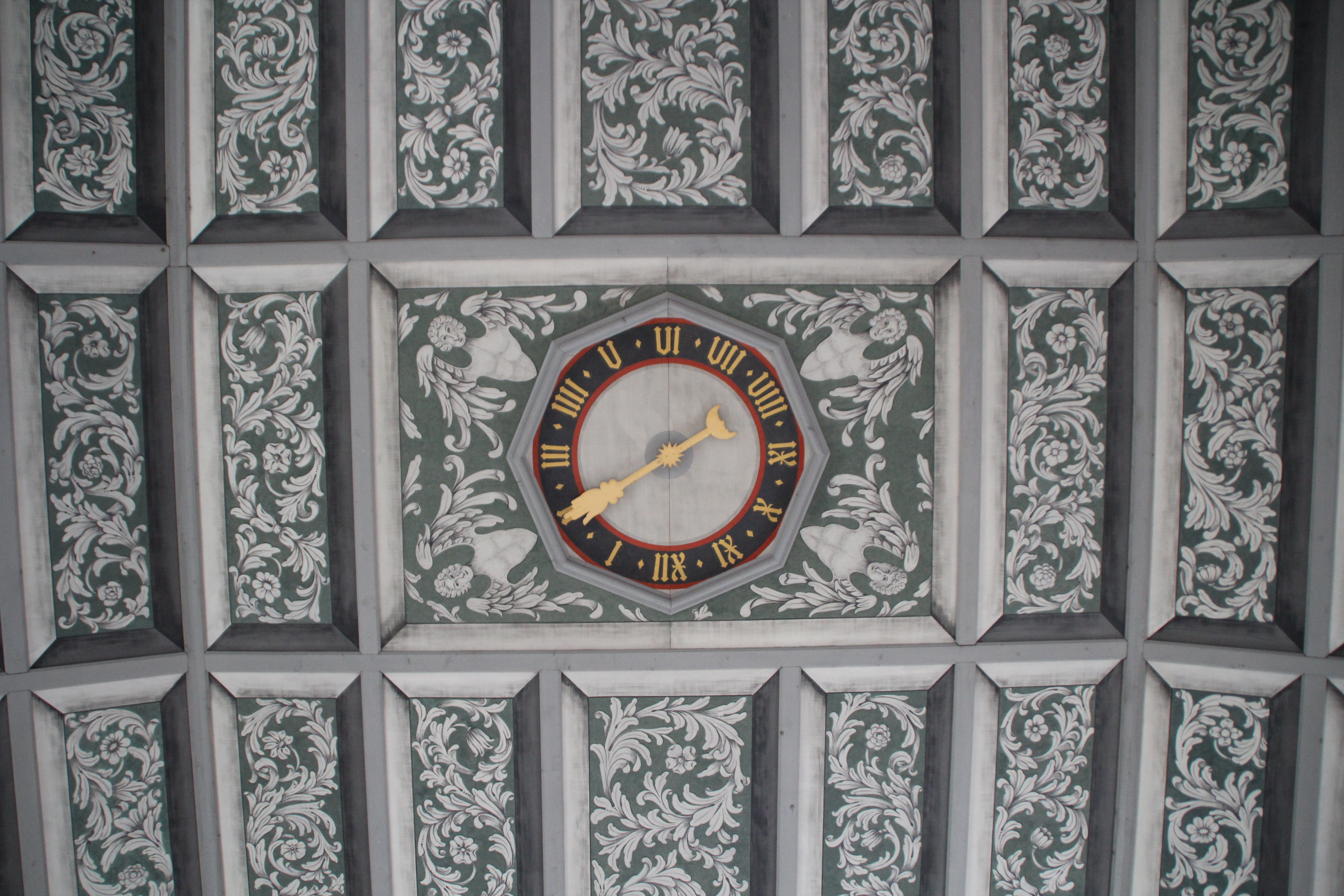
Soffitto in fondo al coro
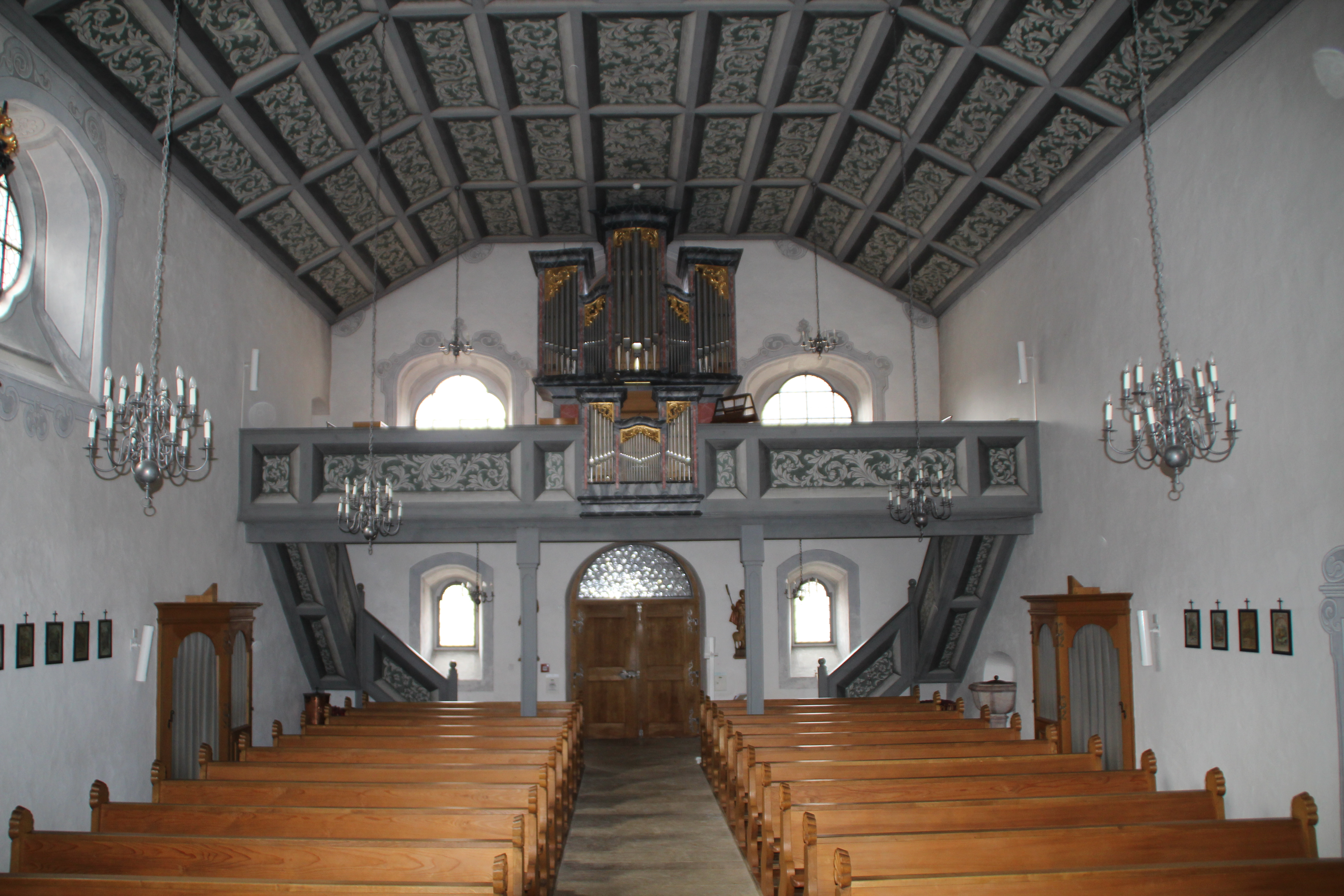
Galleria